# Riccardo Marchiò

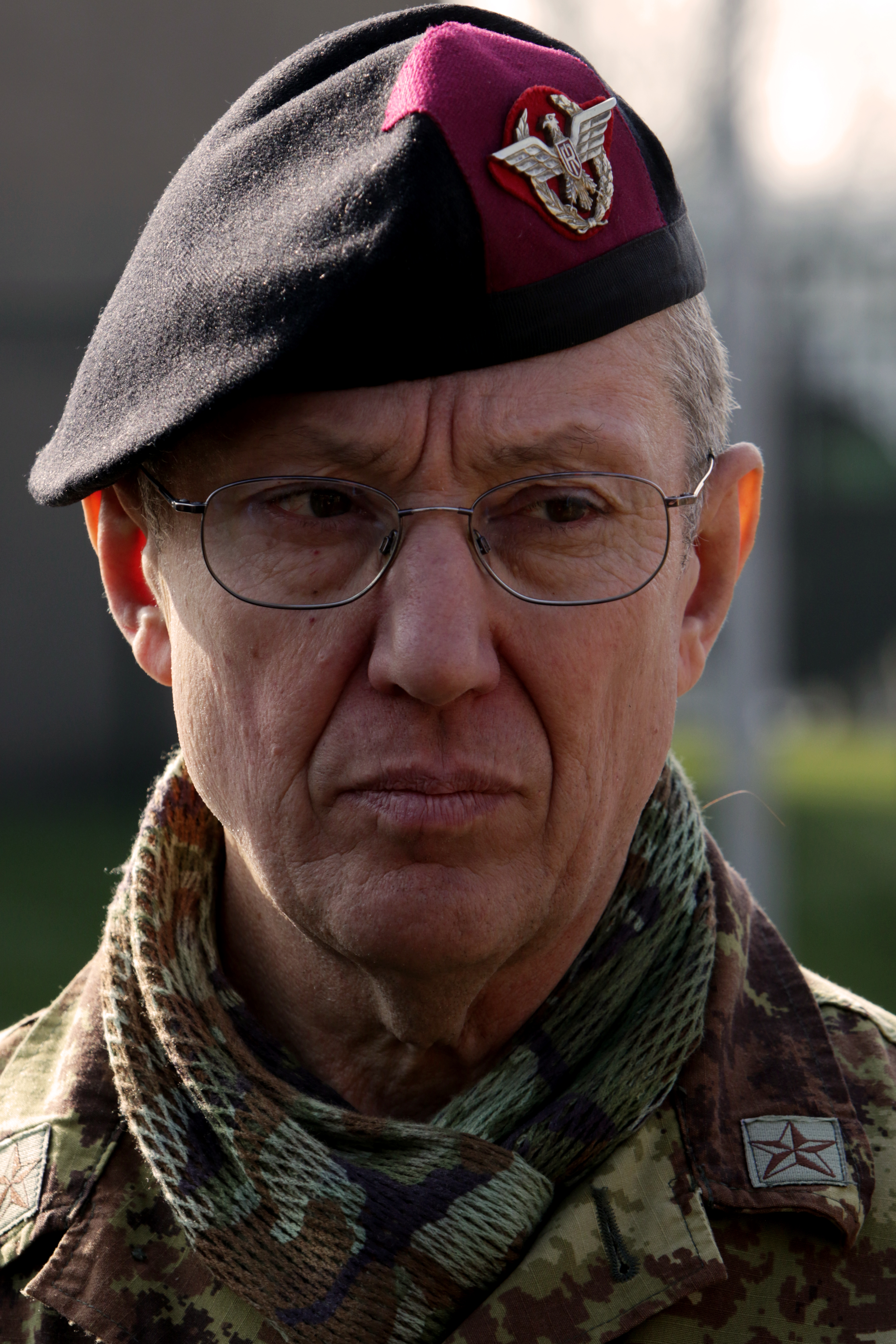
General Riccardo Marchiò

Riccardo Marchiò  (* 17. September 1955 in Rom) ist ein General des italienischen Heeres im Ruhestand. Vom 21. Februar 2018 bis zum 31. Mai 2019 war er Oberbefehlshaber des Allied Joint Force Command Brunssum.

## Militärische Laufbahn
Marchiò absolvierte von 1974 bis 1976 die Offizierausbildung an der Militärakademie in Modena und anschließend bis 1978 die Offizierfachschule in Turin. Er diente zunächst als Zugführer und Kompaniechef im 6. Bersaglieri-Bataillon Palestro in Turin und nahm 1982 mit seiner Einheit an einem Auslandseinsatz im Libanon teil. Als Stabsoffizier absolvierte er Generalstabslehrgänge in Civitavecchia und beim United States Army War College, diente im Stab des III. Korps in Mailand und beim Kommando Landstreitkräfte (COMFOTER) in Verona sowie als Bataillons- und Regimentskommandeur bei den Bersaglieri und absolvierte Auslandseinsätze in Somalia, Albanien, Mazedonien, im Kosovo, in Afghanistan und im Irak.
Nachdem Marchiò 2003 zum stellvertretenden Kommandeur der mechanisierten Infanteriebrigade Aosta in Messina ernannt worden war und diese dann von 2004 bis 2005 kommandiert hatte, diente er bis 2008 im Heeresgeneralstab in Rom. Von 2008 bis 2012 war er stellvertretender kommandierender General des Allied Command Europe Rapid Reaction Corps in Rheindahlen. Während der Verwendungen bei der Brigade Aosta und beim ARRC war er auch stellvertretender Kommandeur der Multinational Division South East im irakischen Basra und der International Security Assistance Force in Afghanistan. Von 2012 bis 2014 war er beim Amt des italienischen Ministerpräsidenten für nachrichtlichendienstliche Angelegenheiten verantwortlich.
Als Generalleutnant befehligte Marchiò vom 24. November 2014 bis zum 29. September 2016 den Stab des NATO Rapid Deployable Corps – Italy in Mailand und vom 1. Oktober 2016 bis zum 14. Februar 2018 das Kommando Landstreitkräfte (COMFOTER-COE) in Rom. Am folgenden 21. Februar übernahm er als Generalleutnant in besonderer Dienststellung (vier Sterne) vom gleichrangigen Salvatore Farina das JFC Brunssum. Am 31. Mai 2019 gab er diesen Posten an den deutschen General Erhard Bühler ab und ging in den Ruhestand.